# Melissa Sagemiller
Melissa Sagemiller (* 1. Juni 1974 in Washington, D.C.) ist eine US-amerikanische Schauspielerin.

## Leben
Melissa Sagemiller wurde als Tochter einer politischen Aktivistin und eines Footballspielers, der für die New York Giants und die Washington Redskins spielte, in Washington, D.C. geboren. Mit 3 Jahren begann sie zu tanzen. Mit neun Jahren debütierte sie im Theater. Nach ihrem Abschluss in Kunstgeschichte an der University of Virginia studierte sie Schauspiel am Stella Adler Conservatory, der New York University's Stonestreet Studio und den Michael Howard Studios.
2006 verlobte sie sich mit Alex Nesic, ihrem Schauspielkollegen aus der gemeinsamen Fernsehserie Sleeper Cell, in Südfrankreich. Heute sind sie verheiratet und haben ein gemeinsames Kind.

## Filmografie (Auswahl)

### Film
- 2001: Ran an die Braut (Get Over It)
- 2001: Soul Survivors
- 2002: Das sexte Semester (Sorority Boys)
- 2003: Love Object
- 2004: Anatomie einer Entführung (The Clearing)
- 2005: Life on the Ledge
- 2005: Standing Still
- 2006: Jede Sekunde zählt – The Guardian (The Guardian)
- 2007: Mr. Woodcock
- 2010: In Fidelity
- 2013: All I Want for Christmas
- 2014: Santa Con

### Serie
- 2001–2011: Law & Order: Special Victims Unit (11 Folgen)
- 2005–2007: Sleeper Cell (17 Folgen)
- 2005: Without a Trace (Folge 4x10)
- 2008–2009: Raising the Bar (25 Folgen)
- 2013: Chicago Fire (Folge 1x23)
- 2014: Chicago P.D. (Folge 1x01)
- 2014: Person of Interest (Folge 3x15)